# Materinska riječ
Materinska riječ je bio list Hrvata u Argentini.
Prvi je broj izašao 1908. godine, a izlazio je u Rosariju do 1911. godine.